# Belle époque (film)
Belle époque – hiszpańsko-portugalsko-francuski komediodramat z 1992 roku w reżyserii Fernando Trueby. Zdjęcia kręcono w kilku wioskach Portugalii.
Tytuł filmu pochodzi od okresu z historii Europy, zwanego La Belle Époque. Zastosowany jednak został w odniesieniu do Hiszpanii sprzed wojny domowej. Istnieje polskie wydanie DVD z 2005 roku.

## Fabuła
W 1931 roku Hiszpania jest podzielona politycznie między republikanów i tradycjonalistów, powstanie zaraz Druga Republika Hiszpańska. Młody żołnierz Fernando dezerteruje i zaprzyjaźnia się z Manolem (Fernando Fernán Gómez), starszym mężczyzną, który ma wielki dom na wsi. Fernando poznaje jego cztery piękne córki, o różnych charakterach, i jest oczarowany. Spotyka się kolejno z trzema starszymi, w każdej się zakochuje, z każdą uprawia seks, z każdą chce się ożenić, ale zawsze jest jakiś problem: Clara (Miriam Díaz-Aroca) to od niedawna wdowa i szuka tylko chwilowej pociechy, Violeta (Ariadna Gil) jest lesbijką i Fernando pociąga ją tylko w kobiecym przebraniu na balu kostiumowym, Rocío (Maribel Verdú) zamierza wyjść za rojalistę z zamożnej rodziny. Manolowi jest przykro z powodu tych niepowodzeń i nakazuje gościowi cierpliwość. Najmłodsza córka Luz (Penélope Cruz) jest niedoświadczonym podlotkiem. Zazdrości siostrom, gdy Fernando się nimi interesuje, ale w końcu to ją postanawia poślubić.

## Obsada
- Penélope Cruz jako Luz
- Miriam Díaz Aroca jako Clara (Miriam Díaz-Aroca)
- Gabino Diego jako Juanito
- Fernando Fernán Gómez jako Manolo
- Michel Galabru jako Danglard
- Ariadna Gil jako Violeta
- Agustín González jako Don Luis
- Chus Lampreave jako Doña Asun
- Mary Carmen Ramírez jako Amalia
- Jorge Sanz jako Fernando
- Maribel Verdú jako Rocío
- Juan José Otegui jako Soldier (El cabo)
- Jesús Bonilla jako Soldier (El número)
- María Galiana jako La Polonia
- Joan Potau jako Paco (Juan Potau)

## Nagrody
- Oscar – Najlepszy film nieanglojęzyczny
- Goya – Najlepszy film
- BAFTA – Najlepszy film obcojęzyczny (nominacja)